# حفرة جناحية حنكية
الحفرة الجناحية الحنكية (بالإنجليزية: Pterygopalatine fossa) أو الحفرة الوتدية الحنكية في علم التشريح البشري، هي حفرة تقع في الجمجمة. وتحتوي الجمجمة على اثنتين، واحدة في الجانب الأيسر، وأخرى في الجانب الأيمن.
لكل حفرة شكل مخروط عميق، وتقع بين البروز الجناحية والحدبة الفكية، على مقربة من قمة المدار.
وتتصل مع الأنف وتجاويف الفم، والبلعوم، والحفرة القحفية المتوسطة.

## حدود الحفرة
تحتوي الحفرة على الحدود التالية:
الأمامي: يحدها السطح العلوي للفك.
الخلفي: الجناح الأكبر للعظم الوتدي.
للوسط: العظم الحنكي والمدار الوتدي.
للخارج: الشق الجناحي الفكي.
السفلي:تشكل أرضًا للحنك.

## صور إضافية
- الفروع الحويصلية للعصب العلوي للفك العلوي والعقدة الجناحية الحنكية.
- العقدة الجناحية الحنكية وفروعها
- الانخفاض الجناحي الحنكي لدى كلب.
- الانخفاض الجناحي الحنكي

## روابط خارجية
- Interactive at Columbia.edu